# Regiment Sharpe’a
Regiment Sharpe’a (ang. Sharpe’s Regiment) – brytyjski telewizyjny film historyczny z 1996 roku. Film jest częścią cyklu filmów o Richardzie Sharpie, zrealizowanego na podstawie serii powieści o tej postaci autorstwa Bernarda Cornwella.

## Fabuła
Major Richard Sharpe wraz z sierżantem Harperem udają się do Londynu, celem zwerbowania nowych żołnierzy do zdziesiątkowanego regimentu South Essex. W Londynie obaj natrafiają na ślad wielkiej afery korupcyjnej, w którą zamieszani są wysocy przedstawiciele brytyjskiej armii. Gdy próbują zawiadomić o przestępstwie, stają się ofiarami zamachu, z którego cudem uchodzą z życiem. Postanawiają upozorować własną śmierć i zdemaskować winnych.

## Główne role
- Sean Bean – Richard Sharpe
- Michael Cochrane – Henry Simmerson
- Abigail Cruttenden – Jane Gibbons
- Nicholas Farrell – Fenner
- Julian Fellowes – Książę Regent
- Mark Lambert – Pułkownik Girdwood
- Caroline Langrishe – Pani Anne Camoynes
- James Laurenson – Major Generał Ross